# Bruinstelig kalkkopje
Het bruinstelig kalkkopje (Physarum pusillum) is een slijmzwam behorend tot de familie Physaraceae. Het komt voor in loofbos. Het leeft saprotroof op bladafval.

## Kenmerken

### Uiterlijke kenmerken
Het heeft halfbolvormige sporangia en een doorschijnende roodbruine steel. Ze staan bij elkaar en soms verspreid. Het hypothallus is schijfvormig, roodbruin, soms opvallend. Het peridium bestaat uit een enkele, vliezige, laag, vliezig bedekt met witte of grijswitte limoene laag. Het is verdikt en roodachtig bruin naar de basis toe.
Het capillitium is variabel, bestaande uit witte, hoekige en verspreide limoenkleurige knopen verbonden door hyaliene vertakte draden. Het netwerk is niet stralend.

### Microscopische kenmerken
Het plasmodium is waterig wit. De sporen zijn bruin door doorvallend licht en fijnwrattig en meten 10 - 12 µm.

## Verspreiding
Het bruinstelig kalkkopje komt voor op alle continenten behalve op Antarctica. In Nederland komt het het uiterst zeldzaam voor. 